# جرارد دامیانو
جرارد دامیانو (انگلیسی: Gerard Damiano; ۴ اوت ۱۹۲۸ – ۲۵ اکتبر ۲۰۰۸) کارگردان فیلم‌های پورنوگرافی اهل ایالات متحده آمریکا بود. او نویسنده و کارگردان فیلم دیپ تروت (۱۹۷۲) بود.